# کاریون (کمیک)
کاریون (به انگلیسی: Carrion) یک شخصیت خیالی ابرشرور در کتاب‌های کامیک آمریکایی منتشر شده توسط مارول کامیکس است؛ که عموماً به عنوان دشمن شخصیت ابرقهرمان مرد عنکبوتی محسوب می‌شود.

## داستان
کاریون دانشجوی دانشگاه خبیث امپیر است. او پول کافی برای هزینه دانشگاه خود نداشت. او با پیتر پارکر رقیب بود ولی برای هزینه دانشگاه از او درخواست پول کرد تا بعد از یک مدتی پول را به او پس بدهد. او احساس می‌کرد که پیتر پارکر زیاد جدی نیست. پیتر نمی‌دانست که شغال و کاریون اصلی روی مالکوم آزمایش‌هایی می‌کنند و او را به عنوان موش آزمایشگاهی خود می‌دانستند. در زمانی که پارکر دربارهٔ کلون‌های شغال تحقیق می‌کند، مالکوم در آزمایشگاه یک مایع سبز درخشان می‌بیند. مالکوم در خوابگاه خود از آن ماده تحقیق می‌کند و می‌فهمد یک دی‌ان‌ای جدید است. مالکوم با مایع برخورد می‌کند و آن مایع روی صورتش می‌افتد و تبدیل به کاریون می‌شود. این ماده به او یک دانش بسیار قوی می‌دهد. اما این ماده خودش دارای حیات است و باعث می‌شود تا مالکوم به نیروهای فرابشری دست پیدا کند.
این ماده باعث می‌شود تا مالکوم کاری کند تا کاریون اصلی را بکشد. او وقتی از دانشگاه فرار می‌کند هاب گابلین را می‌بیند. مالکولم عصبانی می‌شود و دیگر برای او، مادرش مهم نیست.

## همکاری باشیریک
شیریک کاریون را می‌بیند و می‌خواهد با او دوست شود تا کارهای خبیثانه‌ای انجام دهد. کاریون به او پیشنهادی می‌دهد و می‌گوید اگر پیشنهادم را قبول کنی به تو کمک می‌کنم. شیریک قبول می‌کند و کاریون می‌گوید کشتن مادرم. آنها می‌خواهند مادر کاریون را بکشند ولی مرد عنکبوتی نمی‌گذارد. آخر سر آنها شکست می‌خورند و مادر کاریون کشته نمی‌شود ولی کاریون سر قول‌اش می‌ماند و به شیریک کمک می‌کند. آخر سر آن دو به گروه مکسیموم کارنیج می‌روند.

## مکسیموم کارنیج
او در گروه مکسیموم کارنیج توانسته انسان‌های بسیاری را زخمی و حتی بکشد. او دیگر از مرد عنکبوتی انزجار داشت و به عنوان یکی از بزرگترین دشمنان وی به حساب می‌آید. او در مکسیموم کارنیج بیشتر با دیمو گابلین همکاری می‌کرد.